# 和楽器バンド 鈴華ゆう子の 日本が好きになっちゃうラジオ
『和楽器バンド 鈴華ゆう子の 日本が好きになっちゃうラジオ』（わがっきバンド すずはなゆうこの にほんがすきになっちゃうラジオ）は、JFNCの制作により、JFN系列各局で2018年10月1日から2022年9月までの4年に亘って放送されていたラジオ番組である。

## 概要
番組のタイトル通り、和楽器バンドのボーカルであり、詩吟師範である鈴華ゆう子と共に、日本人でよかったーと思えたり、日本の魅力を再発見するものだった。

## 出演者について
鈴華ゆう子がメインパーソナリティを担当し、和楽器バンドメンバーが交代でレギュラーゲストとして出演するものだった。

## ゲストと放送内容

### 2018年
- 第01回（10月01日週）：ゲストはいぶくろ聖志。和楽器バンドメンバーと鈴華ゆう子の出会いや、いぶくろ聖志と鈴華ゆう子による互いの紹介。
- 第02回（10月08日週）：ゲストはいぶくろ聖志。2人が思う日本の魅力について、和楽器の魅力、方言の魅力などをトークした。
- 第03回（10月15日週）：ゲストは町屋。日本が誇るゲーム、アニメがテーマで、思い出のゲームの話をし、町屋、2人に言ってほしいアニメや漫画のセリフを募集し、2人に演じてもらった。
- 第04回（10月22日週）：ゲストは町屋。2人の出身地である茨城と北海道の方言などの話をした。また、茨城と北海道を無理矢理褒めてというテーマで募集したメールを紹介した。
- 第05回（10月29日週）：ゲストは山葵。山葵の中国語講座。主に筋肉ネタの中国語。
- 第06回（11月05日週）：ゲストは山葵。鈴華ゆう子による詩吟講座を山葵が受けた。他に早口言葉チャレンジ。
- 第07回（11月12日週）：ゲストは黒流。黒流の人生相談をテーマにメールを募集し、黒流が人生相談に答えていった。
- 第08回（11月19日週）：ゲストは黒流。「黒流のイントロドーン！」をタイトルにイントロドンゲームをした。
- 第09回（11月26日週）：ゲストは坂東巳之助。初めての和楽器バンドメンバー以外のゲスト。和楽器バンドがテーマ曲を担当した新作歌舞伎「NARUTO-ナルト-」についてトークをした。
- 第11回（12月03日週）：ゲストは蜷川べに。テーマは心理テスト。2人で心理テストを行った。
- 第12回（12月10日週）：ゲストは蜷川べに。京都出身の蜷川べにに夜、京都弁講座が開かれた。
- 第13回（12月17日週）：ゲストは神永大輔。リスナーからの思い出ソングを神永大輔が尺八で演奏し、鈴華ゆう子が歌った。
- 第14回（12月24日週）：ゲストは神永大輔。神永大輔の海外での思い出などについてのトークと、日本の珍味について。
- 第15回（12月31日週）：ゲストはいぶくろ聖志と山葵。お正月の過ごし方、定番お正月料理などについてトークした。

### 2019年
- 第16回（01月07日週）：ゲストはいぶくろ聖志。成人式直前に、成人式の思い出や、「大人の条件」についてトークした。
- 第17回（01月14日週）：ゲストは山葵。また、電話ゲストで酒ジャーナリストの葉石かおりを迎え、日本酒をテーマにトークした。
- 第18回（01月21日週）：ゲストはいぶくろ聖志と山葵。テーマは温泉。
- 第19回（01月28日週）：ゲストは町屋。ピアノとギターで日本の名曲を2人でカバーした（平井堅の「瞳をとじて」、槇原敬之の「もう恋なんてしない」など）
- 第20回（02月04日週）：ゲストは町屋。テーマはバレンタインデーにこんな言葉で告白したい、されたい選手権とし、リスナーからのセリフとシチュエーションを2人が演じた。
- 第21回（02月11日週）：ゲストは神永大輔。神永の伴奏で鈴華が「講道館に梅花を賞す」を吟じた。鈴華の受験体験談や、旅行先でのトラブル話などをした。
- 第22回（02月18日週）：ゲストは神永大輔。日本が誇る漫画の話をした。
- 第23回（02月25日週）：ゲストは黒流。ひな祭りについての話と、「あなたが卒業したいこと」について黒流が人生相談風にどーんと答えていった。
- 第24回（03月04日週）：ゲストは黒流。卒業や学生時代の思い出トークをした。
- 第25回（03月11日週）：ゲストはいぶくろ聖志、スペシャルゲストとして壮心流本部副館長の入倉慶志郎が出演し、剣詩舞について話をした。
- 第26回（03月18日週）：ゲストはいぶくろ聖志。お花見の思い出話をした。
- 第27回（03月25日週）：ゲストは亜沙が初登場。ボーカロイドについての話をした。
- 第28回（04月01日週）：ゲストは亜沙。吉原ラメント誕生秘話を交えつつ江戸時代について話をした。また、リスナーからの江戸時代でしたいことを紹介した。
- 第29回（04月08日週）：ゲストは神永大輔、いぶくろ聖志、山葵。この回は、3月16日、ティアラこうとう大ホールにて開催された江東区主催イベント「SPORTS & SUPPORTS （スポサポ）トーク&ライブ」での公開録音の模様が放送された。
- 第30回（04月15日週）：ゲストは町屋。入学、入社、出会いについてトークをした。
- 第31回（04月22日週）：ゲストは町屋。平成の名曲を紹介した。また、鈴華、町屋でCHAGE&ASKAの「SAY YES」と嵐の「Love so sweet」をカバーした。
- 第32回（04月29日週）：ゲストは蜷川べに。着物についてトークをした。
- 第33回（05月06日週）：ゲストは蜷川べに。先週に引き続き着物についてトークした。
- 第34回（05月13日週）：ゲストは町屋。2人でDREAMS COME TRUEの「うれしい！たのしい！大好き！」をカバーした。
- 第35回（05月20日週）：ゲストは町屋。世界に紹介したい日本の企業についてトークした。また、2人でMr.Childrenの「HANABI」をカバーした。
- 第36回（05月27日週）：ゲストは無限（和太鼓パフォーマー）。無限の活動や、無限と和楽器バンド黒流との関係などをトークした。
- 第37回（06月03日週）：ゲストは黒流。リスナーからのお悩み相談をした。
- 第38回（06月10日週）：ゲストは黒流。先週に引き続き、リスナーからのお悩み相談をした。
- 第39回（06月17日週）：ゲストは神永大輔と、227より広田圭美。3人の出会いなどのトークをした。
- 第40回（06月24日週）：ゲストは神永大輔。山についてのトークをした。
- 第41回（07月01日週）：ゲストは山葵と、PENICILLINのギタリスト、千聖。和楽器バンドメンバーと千聖の出会いや、それぞれのバンドのライブの話などをした。
- 第42回（07月08日週）：ゲストは山葵。日本の風物詩花火についてトークした。
- 第43回（07月15日週）：ゲストはいぶくろ聖志と小林先生（鍼灸師）。和楽器バンドのツアーに帯同している鍼灸師の小林先生を招いて、ライブの舞台裏の話をした。
- 第44回（07月22日週）：ゲストはいぶくろ聖志。日本の夏の風物詩、怪談について自ら体験したエピソードとリスナーからの体験談を話した。
- 第44回（07月29日週）：ゲストは蜷川べにと落合先生（鍼灸師）。和楽器バンドのツアーにも帯同している鍼灸師の落合先生を招いて、鍼灸の話をした。
- 第45回（08月05日週）：ゲストは蜷川べに。2人の夏のバケーションの話と避暑地の話をした。またリスナーから寄せられた夏休みの自由研究についての体験などを紹介した。
- 第46回（08月12日週）：ゲストは黒流。日本の盆踊りの話をした。
- 第47回（08月19日週）：ゲストは黒流。日本の観光名所、浅草の話をした。また、リスナーの夏の失敗談を紹介した。
- 第48回（08月26日週）：ゲストは亜沙。日本の秋をテーマに睡眠、ファッションについて、和楽器バンドの秋ツアーの話をした。またリスナーからの夏休みが終わって変わった自分、友人のエピソードを紹介した。
- 第49回（09月02日週）：ゲストは亜沙。変な口癖をテーマにトークした。
- 第50回（09月09日週）：ゲストは町屋。ゆう子の前枠は最近見た映画は？（アラジンとライオンキングの実写版、全裸監督）。敬老の日をテーマにトークした。リスナーに募集したライブで使うと盛り上がる方言を紹介した。
- 第51回（09月16日週）：ゲストは町屋。ゆう子の前枠はライブが過密日程の時に疲労回復はどうしてるか？（ライブに帯同してるトレーナー・鍼灸師による施術。あとはウサギを抱きしめるなどの癒し）食欲の秋をテーマにトークした。リスナーに募集したライブで煽って欲しい言葉を紹介した。
- 第52回（09月23日週）：ゲストは町屋。ゆう子の前枠は作詞作曲はどのようにされているか？（華火は和楽器バンドらしさをテーマに作った。自分の体験はほぼいれないなど）秋の行楽についてトークをした。リスナーに募集した「和楽器バンドのライブに参加したらこんな素敵なご縁ができた」を紹介した。
- 第53回（09月30日週）：ゲストは神永大輔。現在開催中のツアーについて。移籍後の変化、体調のケアなどについて。リスナーに募集したツアーで回る地方のオススメ観光名所などを紹介した。
- 第54回（10月07日週）：ゲストは神永大輔。本、読書についてトークした。リスナーに募集したツアーで訪れる地方のオススメを紹介した。
- 第55回（10月14日週）：ゲストはいぶくろ聖志。ゆう子の前枠は小学校時代はどんな子だったか。黒髮ロングのピアノを弾く子で、3年生くらいまでは活発で4年生くらいからおとなしくなっていった。12月に華風月がライブを開催する先斗町についてトークした。
- 第56回（10月21日週）：ゲストはいぶくろ聖志。日本のハロウィンについてトークした。
- 第57回（10月28日週）：ゲストは新條まゆ。2人の出会いについてのトークと、「快感・フレーズ」のアプリゲームの紹介をした。令和元年東日本台風（台風19号）に関連して鈴華が開催したチャリティーライブについて触れた。和楽器バンドの新曲「Ignite」を初公開（メディアにおいて）した。
- 第58回（11月04日週）：ゲストは山葵。オープニングは国歌独唱の話。山葵の誕生日、30代は良いよって話。日本の七五三についてトークした。
- 第59回（11月11日週）：ゲストは黒流。勤労感謝の日ということで仕事についてトークをした。和楽器バンドの新曲「Break Out」「IZANA」を初公開した。
- 第60回(11月18日週)：ゲストは黒流。和楽器バンドのユニバーサルへの移籍後初のCDとなるコンセプトEP「REACT」発売直前スペシャルとして、選曲やレコーディングの話をした。収録曲「情景エフェクター」を初公開した。
- 第61回(11月25日週)：ゲストは町屋。和楽器バンド全国ツアーの振り返りをした。新曲と新しいCDについてトークした。
- 第62回(12月02日週)：ゲストは町屋。ゆう子の前枠は好きなコンビニはどこ？→ファミマ。好きなお鍋は？→しゃぶしゃぶ温野菜。12月4日発売になる和楽器バンド移籍後初のCD（コンセプトEP）「REACT」についての質問に答えた。
- 第63回(12月09日週)：ゲストは蜷川べに。ゆう子の前枠は今年やり残したことは？→ストレッチなど。年賀状書きましたか？→以前はまめに書いていたが2年前から書いてない。余裕ができたらまた書きたい。和楽器バンドの新しいCDの話、クリスマスについてトークした。
- 第64回(12月16日週)：ゲストは蜷川べに。和楽器バンド的今年の流行語についてトークした。
- 第65回(12月23日週)：ゲストは蜷川べに。和楽器バンドの今年を振り返った。リスナーに募集したこれまでの和楽器バンド大新年会の思い出を紹介した。また和楽器バンドのライブのPRをした。
- 第66回(12月30日週)：ゲストは神永大輔。リスナーに募集した和楽器バンドのコンセプトEP「REACT」の感想を紹介した。

### 2020年
- 第67回(01月06日週)：ゲストは神永大輔と山葵。自身の今年の抱負についてトークした。また、リスナーから募集した今年の抱負を紹介した。
- 第68回(01月13日週)：ゲストは山葵。テーマは正月太りを克服したいということで山葵による健康アドバイス。またリスナーに募集したあなたの体型維持方法を紹介した。
- 第69回(01月20日週)：ゲストはいぶくろ聖志。日本のグルメについてトークした。また、リスナーに募集した「世界で愛される日本のパン」について紹介した。
- 第70回(01月27日週)：ゲストはいぶくろ聖志。ネコカフェについてトークした。また、リスナーに募集した「あったらいいな○○カフェ」を紹介した。
- 第71回(02月03日週)：ゲストは蜷川べに。ヴァレンタインデイ、チョコレートについてトークした。
- 第72回(02月10日週)：ゲストは蜷川べに。寒い時に食べたい鍋料理についてトークした。
- 第73回(02月17日週)：ゲストは黒流。コンビニグルメについてトークした。

## アフタートーク
アフタートークは、AuDeeで配信される音声コンテンツ。放送週の翌月曜日午前10時に配信される。基本はラジオ本編のゲストとのフリートークで、3分〜10分程度の内容になっている。

### 2018年
- ＃01(10月08日)：ゲストはいぶくろ聖志。ゆう子のおっちょこちょいについて。いぶくろ聖志の日本が好きになっちゃうラジオ。
- ＃02(10月15日)：ゲストはいぶくろ聖志。方言についてのトーク。ゆう子の茨城弁講座。
- ＃03(10月22日)：ゲストは町屋。町屋はヨーヨーが得意。ゆう子はぷよぷよなら誰にも負けない。メンバーのマリカー対決について。FPSで性格がわかる。
- ＃04(10月29日)：ゲストは町屋。町屋さんがイタリア旅行のために貯めた旅費を使って北海道を回った話。
- ＃05(11月05日)：ゲストは山葵。ゆう子のアフタートークとラジオ本編のトークの差について。山葵の中国語講座恋愛編。
- ＃06(11月12日)：ゲストは山葵。ラジオ本編での山葵の詩吟が良かった件について。早口言葉対決延長戦。
- ＃07(11月19日)：ゲストは黒流。黒流の日本が好きになっちゃうラジオ。黒流は普段は声が小さく、楽屋では隅っこにいる。ゆう子はセンターが居心地が言い訳じゃない。副委員長タイプ。ボーカルは大変。スーパー和楽器バンドZは楽しかった。亜沙は本来目立たないベースなのに目立つのがすごい。
- ＃08(11月26日)：ゲストは黒流。黒流の日本が好きになっちゃうラジオ。黒流は中々素ではいられない。ラジオ本編のイントロドーンの罰ゲームでゆう子が恥ずかしいセリフを言う。
- ＃09(12月03日)：ゲストは坂東巳之助。ゆう子は巳之助をいじりすぎないように気をつけた。巳之助のタバコと電子タバコは毒だとゆう子は言う。
- ＃10(12月10日)：ゲストは蜷川べに。べにの歯列矯正の話。
- ＃11(12月17日)：ゲストは蜷川べに。自分の部下にするなら聖志。聖志は姉が二人いるから良い、大輔はだめ。メンバーの悪口大会。
- ＃12(12月24日)：ゲストは神永大輔。大輔はラジオ本編では緊張していた。大輔の風邪はゆう子にうつる。ラジオ本編に続き大輔の失恋話。
- ＃13(12月31日)：ゲストは神永大輔。ラジオ本編の続き。大輔の話は長い。スペイン巡礼の旅の話。ゲーム音楽は世界に通じる。クリスマスに珍味（くさやなど）を食べる2人。

### 2019年
- ＃14(01月07日)：ゲストはいぶくろ聖志と山葵。年末年始について。和楽器バンドの新年会ライブのグッズ紹介。
- ＃15(01月14日)：ゲストはいぶくろ聖志。今回のテーマは難しかった。影響を受けた人物、聖志は「うしおととら」のとら、ガンジーなど。ゆう子はらんま。華風月の出会いについて。
- ＃16(01月21日)：ゲストは山葵。ラジオ本編の日本酒トークの続き。バンド内でのお酒トークについて。山葵の日本酒のすすめ。
- ＃17(01月28日)：ゲストはいぶくろ聖志と山葵。聖志の日本が好きになっちゃうラジオ。こたつは危険。みかんは体に良い。聖志の老人化について。スマホ老眼について。
- ＃18(02月04日)：ゲストは町屋。ラジオ本編に入らなかった2人のカバーセッション。「少年時代」「なごり雪」「天城越え」「アラベスク」。ギターとピアノでクラシックの激しいのをやりたい。
- ＃19(02月11日)：ゲストは町屋。町屋さん手元でゲームやってる場合じゃないですよ。町屋さんの恋愛事情。町屋さんは18禁。和楽器バンドは下ネタが好き。18禁ライブやりたい。でも、スケベお兄さんはいいけど、スケベおじさんは嫌だ。大輔は気持ち悪いむっつりスケベで変態キャラ。ゆう子はラジオ本編で町屋のエロスを引き出せなかった。
- ＃20(02月18日)：ゲストは神永大輔。ラスベガスは楽しい。マッチョ男のストリップを正視できるかわからないが普段から山葵が似たようなことやっている。飛行機が怖い。大輔は小型機に乗ったら鼻から透明の液体が無限にブワーって出た。大輔のバレンタインエピソード。大輔の「つきーっ！」って言う芸。
- ＃21(02月25日)：ゲストは神永大輔。漫画の登場人物で恋をした人は？大輔は恐竜漫画の女の子。ゆう子はらんま、悟空、緋村剣心。ゆう子は少しエッチな要素がある漫画が好き。漫画やアニメの乳首規制について。お茶の間におけるテレビのお色気対応について。リスナーからの漫画紹介。黒流さんはいつもジョジョ立ちしてる。
- ＃22(03月04日)：ゲストは黒流。ラジオ本編で紹介できなかったメッセージを紹介。前回の黒流の低いトーンは好評だった。ライブの時の自分がうるさい。黒流はカメラでぬかれた時はことごとく太鼓を叩いてない。
- ＃23(03月11日)：ゲストは黒流。ゆう子と2人で話機会があまりない。男子校の恋愛事情。男子校の文化祭はつまらない。黒流の高校時代のバンドの話。ゆう子が中学の時の先生に自分で演奏したピアノの録音が入ってるMDをプレゼントした話。ゆう子の教育実習の思い出。忘れ物をして先生に怒られた。生徒におっぱい揉ませてと突然言われた。鈴華先生に言って欲しいセリフ。
- ＃24(03月18日)：ゲストは入倉慶志郎といぶくろ聖志。剣詩舞についての疑問に解答。剣舞の型に名前はあるのか？舞台化粧について。大輔は袴をたためない。
- ＃25(03月25日)：ゲストはいぶくろ聖志。ゆう子は別にサメが好きなわけではない。サメ映画について。恐竜映画も大好き。ゆう子はやっぱりサメが好き。
- ＃26(04月01日)：ゲストは亜沙。アフタートークはピーが入るけど何でもオッケー。亜沙のメンバーとの出会い。べには横浜から初台までタクシーできた。大輔は当時から変わらない。町屋は尖ってた。亜沙はボカロPとしては珍しく社交的。和楽器バンドはバランスよく仲良し。
- ＃27(04月08日)：ゲストは亜沙。ライブMCの裏話。ゆう子はテンションが上がると煽りが外タレみたいになる。亜沙の定番MCについて。華風月の大輔のMCは長い。クロクラは楽しい。トークの時間が増えても許してね。
- ＃28(04月15日)：この日のアフタートークはお休み。
- ＃29(04月22日)：ゲストは町屋。NYライブについて。舌にあいてたピアスについて。町屋はゆう子にタトゥーをずっとすすめている。タトゥーと和彫について。リスナーからのメッセージを紹介。町屋は最近漫画「ノ・ゾ・キ・ア・ナ」や日常系が好き。ゆう子は最近ヘビーな映画を見ている。
- ＃30(04月29日)：ゲストは町屋。町屋さんゲームしている場合じゃないですよ。町屋はモノマネをしてる人のモノマネをしている。玉置浩二のモノマネは顔が大事。そろそろ和楽器バンドのモノマネをする人が現れて欲しい。
- ＃31(05月06日)：ゲストは蜷川べに。着物の話は難しい。時代劇で出てくるあ〜れ〜って帯を回すのはふざけてる。着物は大変。今は衣装さんがいるから助かる。衣装さんいつもありがとう。おしゃれは我慢。
- ＃32(05月13日)：ゲストは蜷川べに。メンバーの悪口を言う時間。長く一緒にいるとボロが出てくる。大輔はオチ。リスナーからのメッセージ紹介。メロンソーダ、日本と海外の自転車事情など。ゆう子は免許を取ってから一度もクラクションを鳴らしたことがない。日本のパンは甘いのが多い。日本の宗教観について。ゆう子とべにの結婚式について。ゆう子には盛大にやって欲しい。
- ＃33(05月20日)：ゲストは町屋。町屋さんゲームやってる場合じゃないですよ。町屋に聞きたいギターのあれこれ。レッスンにはボイスレコーダーを持っていくことなど。
- ＃34(05月28日)：ゲストは町屋。トイレに行っても大丈夫なんだよ。アプリゲームが増えている。アプリゲームは時間がだんだんかかっていく（ゆう子）、それを解消するために課金する（町屋）。アプリゲームは掛け持ちしてる。ゆう子はなぜかFGOはやらない。FGOは何とかキャメロットまでいってくれると楽しめる。ゆう子の英語の先生が開発したアプリについて。ゆう子のクレーム処理のバイトの話。和楽器バンドの「細雪」がテーマになった短編「遠い時間月の明かり」について。
- ＃35(06月03日)：ゲストは無限。無限があなたの気持ちを即興演奏。飛び込みゲストで黒流も登場。
- ＃36(06月10日)：ゲストは黒流。黒流の日本が好きになっちゃうラジオ。ゲスト役のゆう子の誕生日。黒流の誕生日はライブと重なる。誕生日サプライズの話。
- ＃37(06月18日)：ゲストは黒流。リスナーからのお悩み相談の続き。
- ＃38(06月24日)：ゲストは広田圭美(227)と神永大輔。3人の初対面の話。ゆう子と広田の仲良し話。大輔とゆう子の初対面の話、大輔は強面なのに丁寧な敬語を使ってた。大輔は初対面で人生について話した。ゆう子は深い話をする。広田のピアノを始めたきっかけ。ゆう子と広田の沖縄旅行の話。
- ＃39(07月01日)：ゲストは神永大輔。僕はもっとゲストに呼んでほしい。大輔の実家の動物病院の話。大輔は猫が寄ってくる、大輔はハムスターの匂いがする。大輔は爬虫類などを食べる。ゆう子は猫アレルギー。大輔の受けごたえは適当。
- ＃40(07月09日)：ゲストは千聖(PENICILLIN)と山葵。千聖のラジオの感想。PENICILLINの雰囲気。和楽器バンド、PENICILLINのライブ事情。
- ＃41(07月15日)：ゲストは山葵。水戸黄門祭りについて。町屋が黄門祭りを○○○祭りと言う（放送ではピー音）。ゆう子がピー音を連発する。アフタートークでもNGだったという話。山葵からゆう子への誕生日プレゼント。
- ＃42(07月22日)：ゲストは小林先生（鍼灸師）といぶくろ聖志。喘息の話、ADHDの話、アマニ油やギーは良いって話。筋トレなど健康の話。
- ＃43(07月29日)：ゲストはいぶくろ聖志。怪談話の続きをした。また、いぶくろ聖志のオリジナル箏曲集「いとあやし」の話をした。
- ＃44(08月05日)：ゲストは蜷川べにと鍼灸師の落合先生。和楽器バンドの中で体がやばい人の話をした。
- ＃45(08月12日)：ゲストは蜷川べに。女子トークをした。
- ＃46(08月19日)：ゲストは黒流。お祭りの話をした。また、衣装の着こなしや太鼓を打つ時の所作の話をした。霊障の話も少しした。
- ＃47(08月26日)：ゲストは黒流。2人の衣装に関する失敗談を話した。
- ＃48(09月02日)：ゲストは亜沙。突然変わった人について。ゆう子の同級生が変わり過ぎてわからなかった話。
- ＃49(09月09日)：ゲストは亜沙。亜沙さんそんな曲を作ってよ！みんなの口癖を集めた歌。
- ＃50(09月16日)：ゲストは町屋。ゆう子の携帯電話が戻ってきた！本編で紹介できなかったリスナーからの方言についてのメッセージを紹介。メンバーの訛りについて。
- ＃51(09月23日)：ゲストは町屋。ウーバーイーツについて。
- ＃52(09月30日)：ゲストは町屋。防災グッズなど、防災意識について。
- ＃53(10月07日)：ゲストは神永大輔。リスナーからの地方の名物紹介メールの続き。
- ＃54(10月14日)：ゲストは神永大輔。ポテチパンと華風月の過去のライブの話。茨城県美浦村の縄文祭り、那珂湊の大嵐の中のライブ、群馬県南牧村などの話。
- ＃55(10月21日)：ゲストはいぶくろ聖志。グッズ案に関してトークした。
- ＃56(10月28日)：ゲストはいぶくろ聖志。リスナーに募集した和楽器バンドメンバーにやって欲しい仮装についてトークした。
- ＃57(11月04日)：ゲストは新條まゆ。「快感・フレーズ」などまゆ先生にまだまだ聞きたいことを聞いた。
- ＃58(11月11日)：ゲストは山葵。山葵の思い出に残る誕生日の話をした。
- ＃59(11月18日)：ゲストは黒流。一週間の過ごし方や、ウォーミングアップやツアーの裏話をした。
- ＃60(11月25日)：ゲストは黒流。リーダーの役割などについてトークした。
- ＃61(12月02日)：ゲストは町屋。町屋の子供時代（高校生まで）についてトークした。
- ＃62(12月09日)：ゲストは町屋。町屋が高校生から和楽器バンドに入るまでのトークをした。
- ＃63(12月16日)：ゲストは蜷川べに。本編に続いて募集したクリスマスについてのエピソードを紹介した。
- ＃64(12月23日)：ゲストは蜷川べに。べにの学生時代についてトークした。
- ＃65(12月30日)：ゲストは蜷川べに。年末年始と、インタビューやツアーのお疲れ話をした。

### 2020年
- ＃66(01月06日)：ゲストは神永大輔。2020年をどんな年にしたいかトークした。
- ＃67(01月13日)：ゲストは神永大輔と山葵。ラジオ出演時のコンディションについてと、今後、友達をゲストで呼びたいという話。
- ＃68(01月20日)：ゲストは山葵。キックボクシング、フットサル、フットベースなどなどいろんな運動をしたいっていう話。
- ＃69(01月27日)：ゲストはいぶくろ聖志。食レポを面白くしようとしてしまったことの反省とパンの話（リスナーからのメールの続きなど）。
- ＃70(02月03日)：ゲストはいぶくろ聖志。こういう○○カフェがあったらいいなの続き。
- ＃71(02月10日)：ゲストは蜷川べに。べにさんの引越しの話。
- ＃72(02月17日)：ゲストは蜷川べに。癒し（黒流）を求めて、思わずクロちゃん（しんちゃん、きよピッピ）と言ってしまう。

## 和楽器バンドメンバーのゲスト登場回数
|      | 黒流 | 町屋 | 聖志 | 大輔 | 亜沙 | 山葵 | べに |
| ---- | ---- | ---- | ---- | ---- | ---- | ---- | ---- |
| 2018 | 2    | 2    | 3    | 2    | 0    | 3    | 2    |
| 2019 | 8    | 11   | 9    | 8    | 4    | 6    | 7    |
| 2020 | 1    | 0    | 2    | 1    | 0    | 2    | 2    |
| 合計 | 11   | 13   | 14   | 11   | 4    | 11   | 11   |

## ネット局と放送時間
放送終了時点のネット局
全局『radiko』（プレミアム含む）で聴取可能。
| 放送局             | 放送曜日 | 放送時間                 | 備考   |
| ------------------ | -------- | ------------------------ | ------ |
| エフエム岩手       | 月曜     | 19:00 - 19:30            | [ 1 ]  |
| エフエム仙台       | 日曜     | 3:30 - 4:00 （土曜深夜） |        |
| エフエム山形       | 水曜     | 20:30 - 20:55            | [ 2 ]  |
| エフエム福島       | 土曜     | 11:30 - 11:55            | [ 3 ]  |
| TOKYO FM           | 月曜     | 5:00 - 5:30              | [ 5 ]  |
| エフエム群馬       | 土曜     | 11:30 - 11:55            | [ 6 ]  |
| エフエムラジオ新潟 | 水曜     | 21:30 - 21:55            | [ 7 ]  |
| 長野エフエム放送   | 土曜     | 20:00 - 20:30            | [ 8 ]  |
| エフエム石川       | 土曜     | 8:30 - 8:55              |        |
| 福井エフエム放送   | 金曜     | 20:30 - 20:55            |        |
| エフエム愛知       | 水曜     | 3:30 - 4:00 （火曜深夜） |        |
| 三重エフエム放送   | 日曜     | 0:30 - 1:00 （土曜深夜） | [ 9 ]  |
| エフエム滋賀       | 日曜     | 8:00 - 8:30              | [ 10 ] |
| エフエム大阪       | 土曜     | 20:30 - 21:00            |        |
| 兵庫エフエム放送   | 月曜     | 21:30 - 21:55            | [ 11 ] |
| エフエム山陰       | 月曜     | 18:30 - 18:55            | [ 12 ] |
| 広島エフエム放送   | 土曜     | 20:30 - 20:55            | [ 13 ] |
| エフエム香川       | 月曜     | 2:30 - 3:00 （日曜深夜） |        |
| エフエム徳島       | 土曜     | 20:00 - 20:30            | [ 14 ] |
| エフエム高知       | 火曜     | 21:30 - 21:55            | [ 15 ] |
| エフエム熊本       | 木曜     | 21:00 - 21:30            |        |
| エフエム長崎       | 土曜     | 11:30 - 11:55            | [ 16 ] |
| エフエム大分       | 月曜     | 15:00 - 15:30            | [ 17 ] |
| エフエム宮崎       | 水曜     | 21:00 - 21:30            | [ 18 ] |

放送終了以前に打ち切られたネット局
| 放送局           | 放送打ち切り時期 | 備考   |
| ---------------- | ---------------- | ------ |
| エフエム青森     | 2019年3月        | [ 19 ] |
| エフエム栃木     | 2019年3月        | [ 19 ] |
| エフエム岐阜     | 2019年9月        | [ 20 ] |
| エフエム佐賀     | 2019年9月        | [ 21 ] |
| エフエム沖縄     | 2019年9月        | [ 22 ] |
| 富山エフエム放送 | 2020年3月        | [ 23 ] |
| エフエム鹿児島   | 2020年5月        | [ 24 ] |
| エフエム秋田     | 2020年9月        | [ 25 ] |
| エフエム山口     | 2020年9月        | [ 26 ] |
| 岡山エフエム放送 | 2021年3月        | [ 27 ] |